# Kabel koncentryczny
Kabel koncentryczny (ang. coaxial cable, zwany także kablem współosiowym) – rodzaj kabla elektrycznego składający się z wewnętrznego przewodnika otoczonego współosiowym przewodnikiem, pełniącym rolę ekranu. Przewodniki oddzielone są dielektrykiem, często przewodnik zewnętrzny też jest powleczony dielektrykiem.
Określenie „koncentryczny” odnosi się do wspólnej osi geometrycznej wewnętrznego przewodnika i zewnętrznej osłony. Kabel koncentryczny został wynaleziony przez angielskiego inżyniera i matematyka Olivera Heaviside’a, który opatentował go w 1880 roku.
Kabel koncentryczny różni się od innych kabli osłonowych, ponieważ wymiary kabli są kontrolowane, aby zapewnić precyzyjny, stały odstęp między przewodnikami, który jest niezbędny do skutecznego działania jako linii transmisyjnej.

## Budowa

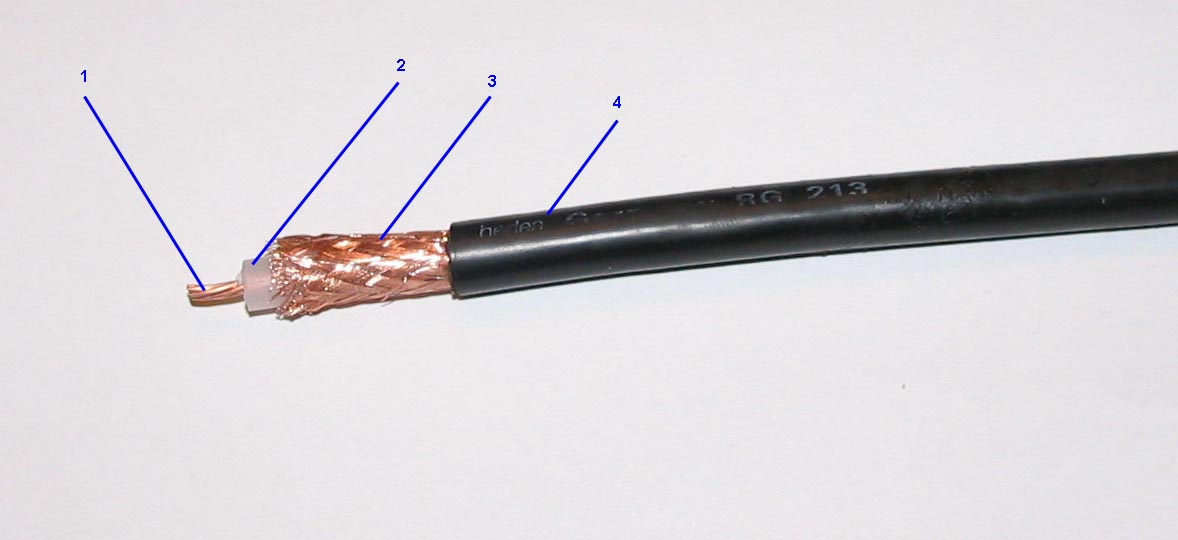
Kabel koncentryczny (RG213):
1. przewód
2. izolacja wewnętrzna
3. oplot (ekran)
4. izolacja zewnętrzna.

Kabel koncentryczny zbudowany jest z:
- przewodu elektrycznego – zwykle z miedzi; linka skręcana miedziana, miedziowany drut stalowy lub drut aluminiowy, spotyka się również linki stalowe,
- izolacji wewnętrznej (dielektryk) – przeważnie z polietylenu jednolitego lub spienionego. Od jej wymiarów oraz stałej dielektrycznej zależy impedancja falowa kabla.
- ekranu – stanowi drugi niezbędny ośrodek przewodzący. Jednocześnie chroni sygnał przed zakłóceniami elektromagnetycznymi pochodzącymi ze środowiska. Najczęściej w postaci folii aluminiowej, oplotu miedzianego lub aluminiowego, czasami również w postaci tulei (przewody półsztywne),
- izolacji zewnętrznej (choć nie zawsze) – pełni funkcje zabezpieczania przewodu przed uszkodzeniami mechanicznymi, wilgocią, dla tanich kabli z niepełnym oplotem stanowi ważny element konstrukcyjny.

Zazwyczaj ekran jest utrzymywany w potencjale uziemienia, a napięcie przenoszące sygnał jest przyłożone do środkowego przewodu. Zaletą współosiowej konstrukcji jest to, że pola elektryczne i magnetyczne są ograniczone do dielektryka z małym wyciekiem poza osłonę. Natomiast, na zewnątrz kabla, pole magnetyczne i elektryczne są w dużym stopniu chronione przed zakłóceniami sygnałów wewnątrz kabla. Kable o większej średnicy oraz kable z wieloma osłonami mają mniejszy wyciek (straty). Dzięki tej właściwości kabel koncentryczny jest dobrym wyborem do przenoszenia słabych sygnałów, które nie mogą tolerować zakłóceń ze strony otoczenia lub silniejszych sygnałów elektrycznych, gdy nie wolno dopuścić do wypromieniowania, ani sprzężenia z sąsiednimi strukturami, czy obwodami.
Kable koncentryczne dzieli się według ich impedancji falowej:
- 50 Ω (np. H1500, H1000, H1001, H500, 9913, RG214, RG213, H155, RG58, RG316, TRILAN2, TRILAN4, RG178, RG174)
- 75 Ω (np. RG59, TRISET113, TRI-SHIELD 113, RG6U, CB100F)
- 100 Ω
- inne impedancje stosowane raczej w aplikacjach specjalistycznych oraz do budowy symetryzatorów i transformatorów RF.

## Zastosowanie
Kabel koncentryczny jest używany jako linia transmisyjna sygnałów o częstotliwościach radiowych. Jedną z zalet użycia kabla koncentrycznego w porównaniu do innych rodzajów linii transmisji radiowej jest to, że w przypadku idealnego kabla koncentrycznego pole elektromagnetyczne przenoszące sygnał istnieje tylko w przestrzeni między przewodem wewnętrznym i zewnętrznym. Dzięki tej właściwości kabel koncentryczny można stosować obok metalowych obiektów takich jak rynny bez strat mocy występujących w innych typach linii przesyłowych. Co więcej, kabel koncentryczny zapewnia ochronę sygnału przed zewnętrznymi zakłóceniami elektromagnetycznymi.
Dzięki swej budowie kable koncentryczne są odporniejsze na zakłócenia w stosunku do kabli symetrycznych. Stosuje się je do przesyłania sygnałów sinusoidalnych oraz cyfrowych w zakresie 20 Hz – 15 GHz.
Powszechne wykorzystanie:
- instalacje antenowe odbiorcze oraz nadawcze małej mocy (do większych mocy na wyższych częstotliwościach stosuje się falowody z powodu mniejszych strat),
- telewizja kablowa,
- telewizja przemysłowa cctv,
- instalacje anten satelitarnych,
- sieci komputerowe (np. 10BASE5) z szybkością do 10 Mb/s,
- dostęp do internetu w technologii DOCSIS (modem podłączony do gniazda abonenckiego),
- połączenia Audio-Video.

## Parametry
Przy wyborze kabla koncentrycznego brane są pod uwagę: wymiary, przenoszona częstotliwości, tłumienie, możliwość przenoszenia mocy, elastyczność, wytrzymałość oraz koszt. Przewód wewnętrzny może być lity lub żyłowy. Żyłowy jest bardziej elastyczny. Aby uzyskać lepszą wydajność wysokich częstotliwości, przewód wewnętrzny może być posrebrzany. Stalowy przewód pokryty miedzią jest często używany jako przewód wewnętrzny do kabli stosowanych w przemysłowej telewizji kablowej.
Wiele konwencjonalnych kabli koncentrycznych wykorzystuje pleciony drut miedziany tworzący ekran. Dzięki temu kabel może być elastyczny, ale oznacza to również, że w warstwie ochronnej są luki, a wewnętrzny wymiar osłony zmienia się nieznacznie, ponieważ splot nie może być płaski.
W celu uzyskania lepszej wydajności ekranowania, w niektórych kablach występuje ekran dwuwarstwowy. Ekran może być dwoma warkoczami, natomiast obecnie bardziej powszechne jest użycie cienkiej folii okrytej oplotem z drutu. Niektóre kable mogą być oblekane w więcej niż dwie warstwy ekranu, takie jak „quad-shield”, która charakteryzuje się wykorzystaniem przemiennie warstwy folii i plecionki, niektóre ekrany są solidną metalową rurą.
Inne projekty ekranów, uzyskują lepszą wydajność kosztem elastyczności. Kable tego typu nie mogą być silnie zginane, ponieważ ekran będzie się załamywać, powodując straty w kablu. Jeśli używany jest ekran foliowy, to mały przewodnik druciany, stanowiący część folii sprawia, że lutowanie zakończenia ekranu jest łatwiejsze.

## Złącza
Końce kabli koncentrycznych zwykle zakończone są złączkami. Złącza koncentryczne są zaprojektowane w taki sposób, aby utrzymywać współosiowy kształt w całym połączeniu i mają taką samą impedancję jak dołączony kabel. Do łączenia kabli koncentrycznych stosuje się złącza typu BNC, TNC, N, F, SMA, RP-SMA oraz inne złącza koncentryczne.